# Compton Bennett
Pour les articles homonymes, voir Bennett.
Compton Bennett est un réalisateur britannique né à  Tunbridge Wells, dans le Kent (Angleterre), le 15 janvier 1900 et mort à Londres le 13 août 1974.

## Filmographie partielle
- 1944 : Men of Rochdale
- 1945 : Le Septième Voile (The Seventh Veil)
- 1946 : The Years Between
- 1948 : Daybreak
- 1949 : Mon véritable amour (My Own True Love)
- 1949 : La Dynastie des Forsyte (That Forsyte Woman)
- 1950 : Les Mines du roi Salomon (King Solomon's Mines)
- 1952 : It Started in Paradise
- 1952 : Je ne suis pas une héroïne (So Little Time)
- 1952 : Commando sur Saint-Nazaire (Gift Horse)
- 1953 : Aventures à Berlin (Desperate Moment)
- 1957 : Man-Eater
- 1957 : That Woman Opposite
- 1957 : After the Ball
- 1957 : The Flying Scot
- 1960 : Beyond the Curtain